# Allerød FK
Allerød FK is een Deense voetbalclub uit Allerød. De club werd in 1927 opgericht en speelt in de Deense tweede divisie Oost.